# Keratinomyces ceretanicus
Keratinomyces ceretanicus är en svampart som beskrevs av Punsola & Guarro 1984. Keratinomyces ceretanicus ingår i släktet Keratinomyces och familjen Arthrodermataceae.   Inga underarter finns listade i Catalogue of Life.